# 鬼迷心竅
《鬼迷心竅》（英語：Awakening），是一部1994年上映的香港恐怖電影。本片由查傳誼執導，查傳誼、鍾繼昌監製，黃秋生、任達華、李婉華等主演。

## 角色
| 演員   | 角色     | 粵語配音 | 備註 |
| 黃秋生 | 劉聖明   | 黃秋生   | 玄學大師，實為神棍 被卓文要求合作，後為天敵 Dicky之夫，後離婚，最終和好 和菲菲互相相愛，後為好友 最後和沒有死的卓文合作懲罰神棍                 |
| 任達華 | 卓文     | 任達華   | 法術術師 為人風流成性，間接害死自己妻子，但認定是劉聖明所害 要求劉聖明替自己驅鬼，後為天 追求Dicky 最後和劉聖明對決後還存活，並與其合作懲罰神棍 |
| 李婉華 | Dicky    | 曾慶珏   | 劉聖明之妻，被其冷淡對待 被卓文追求 菲菲之情敵 最後被劉聖明從卓文手中救走後與其和好                                                             |
| 李若彤 | 菲菲     | 鄭麗麗   | 酒吧女郎 變性人，因被常被欺負而被卓文救走並變成女人 陷害劉聖明，但後期真的愛上其，在其與Dicky和好與其成為朋友 Dicky之情敵                       |
| 黃霑   | 精神病人 | 黃霑     | 精神病院院友 劉聖明之前徒弟 開解劉聖明讓其反省自己的過錯                                                                                        |
| 林超榮 | 彪哥     | 楊捷康   | 黑幫老大 劉聖明的客人 |
| 植敬雯 | 蔡小娟   | 陸惠玲   | 卓文的妻子 被中了色降的卓文間接害死 |
| 譚淑梅 | 女主持   | 黃鳳英   | 新聞主持 被卓文邀請到聖明堂替劉聖明做訪問 |

## 發行
本片於1994年9月24至10月5日在香港上映共12天，票房為港幣$236,398。

## 評價
香港電影評論學會評論本片是諷刺社會中迷信和金錢的結合。但由於太過重視主題的反覆辯證思考，影片的故事乃變得雜亂無章，在反覆多變的人物關係下，結果不單構不成影片寬恕的主題，反而顯得中西夾雜，人物正邪亦混淆不清。。

## 外部連結
- 香港影庫上《鬼迷心竅》的資料（繁體中文）
- 豆瓣电影上《鬼迷心竅》的資料 （简体中文）